# Quận Custer, Nebraska
Quận Custer là một quận thuộc tiểu bang Nebraska, Hoa Kỳ.
Quận này được đặt tên theo. Theo điều tra dân số của Cục điều tra dân số Hoa Kỳ năm 2000, quận có dân số 11.793 người. Quận lỵ đóng ở Broken Bow6.

## Địa lý
Theo Cục điều tra dân số Hoa Kỳ, quận có diện tích 2.576 dặm vuông Anh (6.671,8 km2), trong đó có 0 dặm vuông Anh (0,0 km2) là diện tích mặt nước.

### Quận giáp ranh
- Quận Valley, Nebraska - (đông bắc)
- Quận Sherman, Nebraska - (đông nam)
- Quận Buffalo, Nebraska - (đông nam)
- Quận Dawson, Nebraska - (nam)
- Quận Lincoln, Nebraska - (tây nam)
- Quận Logan, Nebraska - (tây bắc)
- Quận Blaine, Nebraska - (tây bắc)
- Quận Loup, Nebraska - (đông bắc)